# بیل ریگبی (بازیکن فوتبال)
بیل ریگبی (انگلیسی: Bill Rigby; ۹ ژوئن ۱۹۲۱ – ۱ ژوئن ۲۰۱۰) بازیکن فوتبال اهل بریتانیا بود.